# Tacacoma
Tacacoma è un comune (municipio in spagnolo) della Bolivia nella provincia di Larecaja (dipartimento di La Paz) con 5.478 abitanti (dato 2010).

## Cantoni
Il comune è suddiviso in 5 cantoni (popolazione 2001):
- Ananea - 732 abitanti
- Chumisa - 1.292 abitanti
- Collabamba - 383 abitanti
- Consata - 2.252 abitanti
- Tacacoma - 1.621 abitanti